# Arbeidstijdverkorting

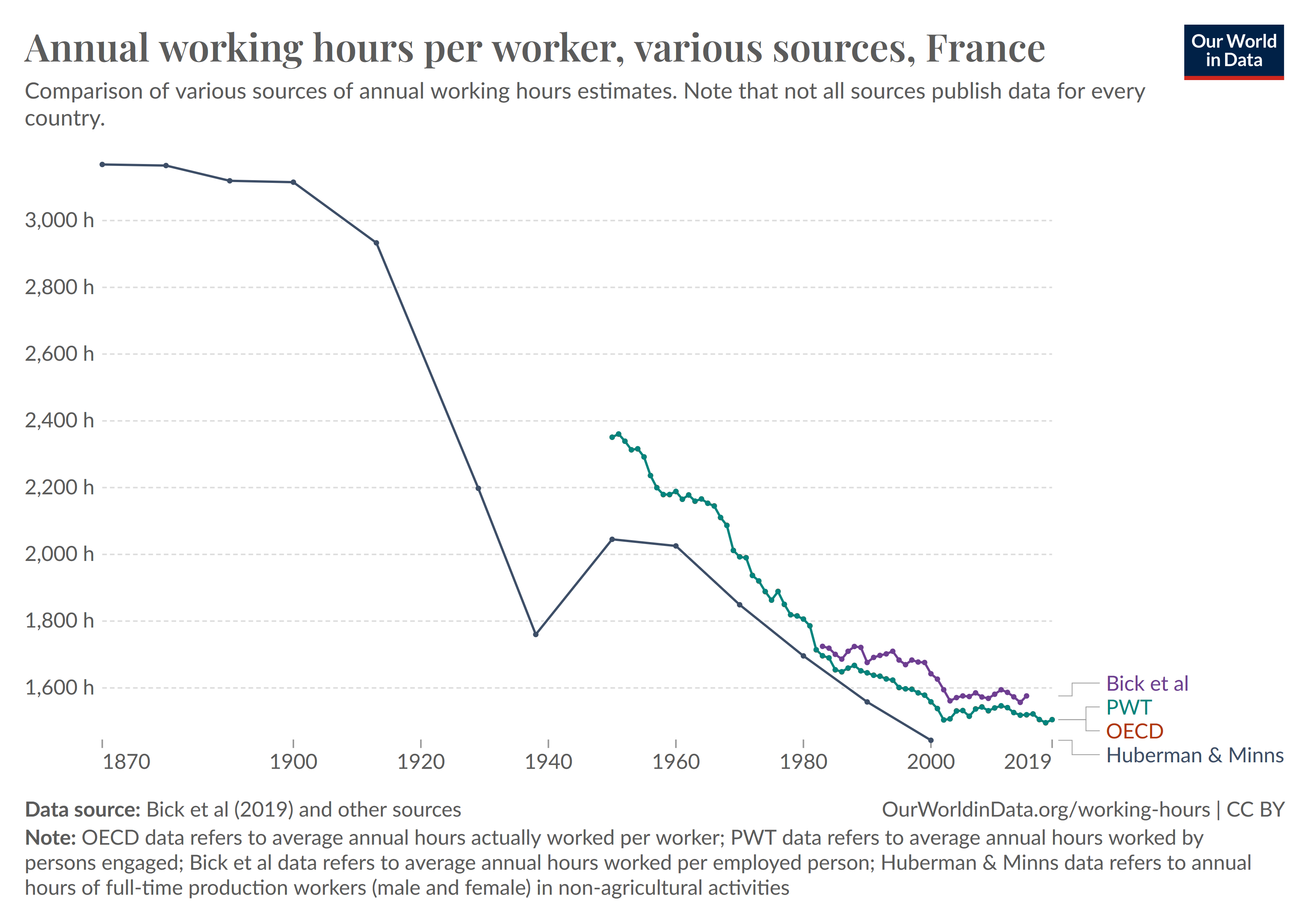
Jaarlijkse werktijd per werknemer in Frankrijk doorheen de tijd.

Arbeidstijdverkorting (atv) of arbeidsduurvermindering (adv) is een trend waarbij de gemiddelde werktijd per werknemer daalt. In verschillende landen is de laatste decennia zo'n trend waar te nemen. Meer specifiek kan arbeidstijdverkorting verwijzen naar een Nederlands regelgevend kader.

## Pleitbezorgers
Volgens Karl Marx zou de invoering van het socialisme uiteindelijk leiden tot een situatie van overvloed door een volledige automatisering waarbij een radicale arbeidstijdverkorting kon plaatsvinden. Hij beschreef deze eindsituatie zonder sociale klassen en zonder overheid als het communisme. Sindsdien hebben verschillende economen waaronder John Keynes gepleit voor een radicale arbeidtijdverkorting.
In Nederland pleitte de Communistische Partij van Nederland voor een regelgevend kader van algemene arbeidstijdverkorting. Dit vormde een alternatief voor het door de Wetenschappelijke Raad voor het Regeringsbeleid en Politieke Partij Radikalen voorgestelde basisinkomen.
De Amerikaanse antropoloog David Graeber pleit voor een radicale arbeidstijdverkorting en een basisinkomen om zinloos bureaucratisch werk (bullshit jobs) uit de wereld te helpen. De Nederlandse historicus Rutger Bregman ziet arbeidstijdverkorting als een oplossing voor tal van problemen:
- minder stress
- minder uitstoot van broeikasgassen en een kleinere ecologische voetafdruk
- minder ongevallen doordat mensen minder vermoeid zijn door overwerk
- minder werkloosheid
- oplossing voor de digitalisering en het verdwijnen van veel jobs hierdoor
- meer emancipatie: grotere gelijkheid tussen man en vrouw, doordat beide geslachten meer tijd hebben om voor de kinderen te zorgen en bij te dragen in het huishouden
- oplossing voor de vergrijzing: door minder uren per week te werken, kan werken tot op hogere leeftijd worden volgehouden

## Waarnemingen

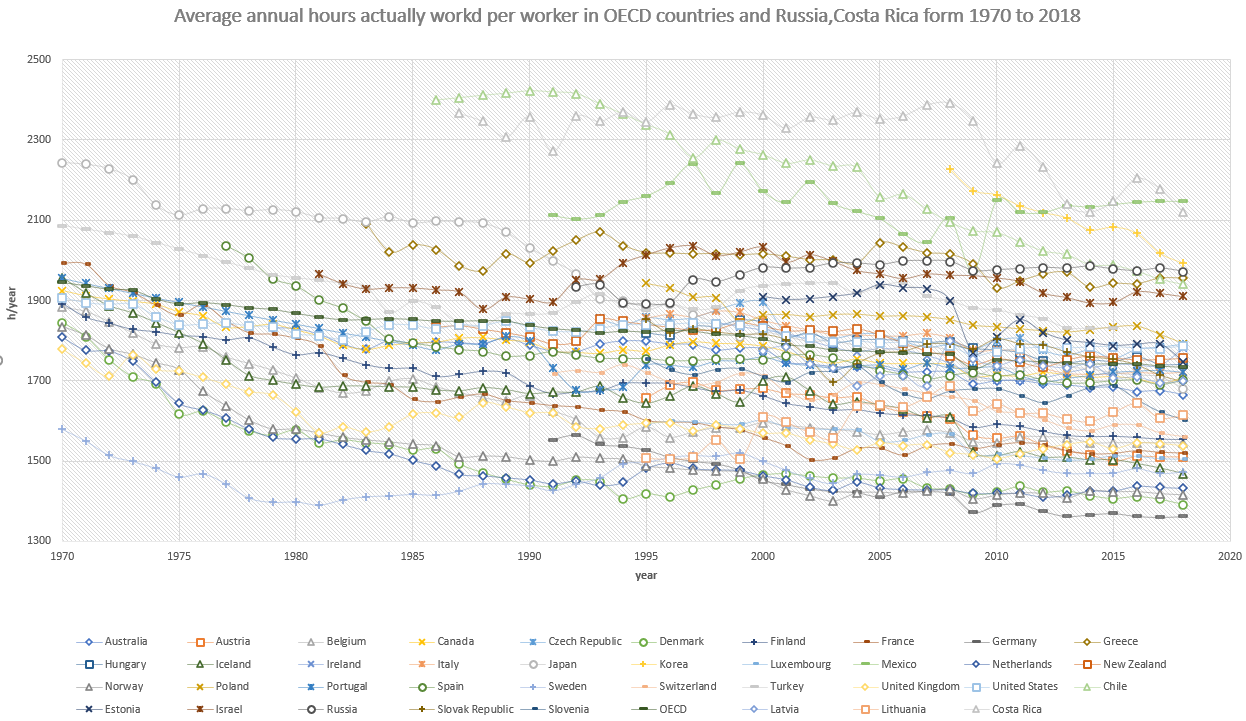
Gemiddeld aantal daadwerkelijk gewerkte uren per werknemer in OESO-landen van 1970 tot 2011

In de meeste landen van de EU, is de arbeidstijd geleidelijk aan het dalen. Een belangrijke reden voor de waargenomen arbeidstijdverkorting in Europa is het relatief hoge aantal jaarlijkse verlofdagen. Een vaste voltijdse job telt doorgaans standaard vier tot zes weken jaarlijks vakantieverlof. Zo heeft een voltijdse werknemer in het Verenigd Koninkrijk 28 dagen betaald vakantieverlof per jaar.
De Europese directieve m.b.t. arbeidstijd legt een maximale werkweek op van 48 uren. Het VK en Malta hebben echter een "opt-out" op deze directieve. Frankrijk heeft de 35-urige werkweek ingevoerd bij wet.

## Nederland
In Nederland daalde de gemiddelde arbeidstijd per werknemer van ongeveer 1800 uren per jaar in 1970 tot 1430 in 2016. In het regelgevend kader Arbeidstijdverkorting vermindert het ministerie van Sociale Zaken en Werkgelegenheid het totaal aantal dagen dat een werknemer per jaar werkt. In het algemeen houdt dit in dat men een aantal dagen per jaar vrij krijgt. Op welke dagen een werknemer vrij krijgt, wordt soms door het bedrijf, soms door de werknemer zelf bepaald. Deze regeling is vaak vastgelegd in cao's. Arbeidstijdverkorting is ontwikkeld als middel om de werkloosheid te bestrijden; het beschikbare werk zou hiermee over een groter aantal personen verdeeld kunnen worden. Het is voor het eerst ingesteld in 1982 door het Akkoord van Wassenaar.

### ADV
Arbeidsduurverkorting (ADV) vermindert het aantal uren dat een werknemer op verschillende dagen werkt. Het gevolg is dus hetzelfde als bij arbeidstijdverkorting, maar de werkwijze verschilt.

### WTV
Werktijdverkorting (WTV) is een bijzondere vorm van arbeidsduurverkorting. De Nederlandse overheid heeft deze regeling ingesteld om bedrijven de mogelijkheid te bieden tijdelijk omzetverlies op te vangen. Dit kan alleen als er een bijzondere omstandigheid is (bijvoorbeeld door brand of overstromingen).
Om de gevolgen van de kredietcrisis op te vangen is eind 2008 de Bijzondere regeling werktijdverkorting ingesteld. Bedrijven die als gevolg van de kredietcrisis ten minste 30% omzetverlies lijden kunnen deze regeling gebruiken. De bedrijven krijgen dan Werkloosheidswet (WW) uitgekeerd voor de toegepaste werktijdverkorting. Voor de werknemers verandert er nauwelijks iets. De werknemers zijn wel verplicht om in de verkorte werktijd scholing te volgen als de werkgever dat wil. Als de werknemer binnen 26 weken na aanvang van de werktijdverkorting alsnog wordt ontslagen zal dit gevolgen hebben voor de opgebouwde WW-rechten.

### Noodmaatregel Overbrugging voor Werkgelegenheid (NOW)
In verband met de uitbraak van het coronavirus, heeft het ministerie van Sociale Zaken en Werkgelegenheid de regeling Werktijdverkorting gestopt. De Tijdelijke noodmaatregel overbrugging voor behoud werkgelegenheid (NOW) is daarvoor op 6 april 2020 in de plaats gekomen. De NOW is bedoeld om werkgevers tegemoet te komen die kampen met omzetverlies. Zo kunnen zij hun werknemers met vaste en flexibele contracten doorbetalen.